# Михеев, Михаил Александрович (политик)
Михаи́л Алекса́ндрович Михе́ев (9 ноября 1946 г. в дер. Пальник Лебяжского района Кировской области — 12 июля 2008 г. в г. Кирове) — российский политический и государственный деятель.

## Биография
Окончил Кировский сельскохозяйственный институт, Московскую финансово-юридическую академию.
В марте 1986 — декабре 1991 года председатель исполнительного комитета Кирово-Чепецкого районного Совета народных депутатов.
Председатель Кировской областной Думы 1-2 созывов (1994—2001). Член Совета Федерации Федерального Собрания Российской Федерации (1996—2004). Заместитель губернатора Кировской области по организации реформ местного самоуправления (2004—2006). Заместитель Председателя правительства Кировской области (2006).

## Награды
Награждён орденом Октябрьской революции и орденом Дружбы, медалями и другими знаками отличия.